# Alice Robinson
Alice Robinson (ur. 1 grudnia 2001 w Sydney) – nowozelandzka narciarka alpejska, wicemistrzyni świata i złota medalistka mistrzostw świata juniorów.

## Życie prywatne
Urodziła się w australijskim Sydney. Gdy miała cztery lata wraz z rodzicami wyjechała do Nowej Zelandii i zamieszkała w tamtejszym Queenstown.

## Kariera
Jej pierwszym występem na arenie międzynarodowej były rozegrane 30 lipca 2017 roku w Cardronie zawody FIS, na których zajęła 3. miejsce w slalomie gigancie. W późniejszym czasie zaczęła się pojawiać w seniorskich i juniorskich mistrzostwach Nowej Zelandii, a także w Pucharze Australii i Nowej Zelandii oraz Pucharze Ameryki Północnej.
6 stycznia 2018 roku miał miejsce jej debiut w Pucharze Świata, kiedy to na rozgrywanych w Kranjskiej Gorze zawodach sezonu 2017/2018 nie zakwalifikowała się do pierwszego przejazdu slalomu giganta. W tym samym roku pojawiła się także na mistrzostwach świata juniorów w Davos, na których nie ukończyła pierwszego przejazdu slalomu i drugiego przejazdu slalomu giganta oraz na igrzyskach olimpijskich w Pjongczangu, które przyniosły jej 35. miejsce w slalomie gigancie oraz nieukończony pierwszy przejazd slalomu.
W 2019 roku wzięła udział w mistrzostwach świata w Åre, na których zajęła 17. miejsce w slalomie gigancie oraz w mistrzostwach świata juniorów w Val di Fassa, na których zdobyła złoty medal w slalomie gigancie, a ponadto była piętnasta w supergigancie i nie ukończyła drugiego przejazdu kombinacji. 8 marca tego roku zdobyła pierwsze punkty w Pucharze Świata, zajmując na zorganizowanych w Szpindlerowym Młynie zawodach sezonu 2018/2019 16. miejsce w slalomie gigancie, z kolei 17 marca zaliczyła pierwsze pucharowe podium, plasując się na 2. miejscu w slalomie gigancie podczas rozgrywanych w Soldeu zawodów, na których rozdzieliła na podium Amerykankę Mikaelę Shiffrin i Słowaczkę Petrę Vlhovą.
Na mistrzostwach świata w Saalbach w 2025 roku wywalczyła srebrny medal w gigancie. Na podium rozdzieliła Włoszkę Federicę Brignone i Paulę Moltzan z USA.

## Osiągnięcia

### Igrzyska olimpijskie
| Miejsce | Dzień     | Rok  | Miejscowość | Konkurencja | Czas biegu | Strata | Zwyciężczyni     |
| ------- | --------- | ---- | ----------- | ----------- | ---------- | ------ | ---------------- |
| 35.     | 15 lutego | 2018 | Pjongczang  | Gigant      | 2:20,02    | +11,17 | Mikaela Shiffrin |
| DNF1    | 16 lutego | 2018 | Pjongczang  | Slalom      | 1:38,63    | –      | Frida Hansdotter |
| 22.     | 7 lutego  | 2022 | Pekin       | Gigant      | 1:55,69    | +5,13  | Sara Hector      |
| DNF     | 11 lutego | 2022 | Pekin       | Supergigant | 1:13,51    | -      | Lara Gut-Behrami |
| 25.     | 15 lutego | 2022 | Pekin       | Zjazd       | 1:31,87    | +3,70  | Corinne Suter    |

### Mistrzostwa świata
| Miejsce | Dzień     | Rok  | Miejscowość        | Konkurencja | Czas biegu | Strata | Zwyciężczyni      |
| ------- | --------- | ---- | ------------------ | ----------- | ---------- | ------ | ----------------- |
| 17.     | 14 lutego | 2019 | Åre                | Gigant      | 2:01,97    | +2,78  | Petra Vlhová      |
| 4.      | 18 lutego | 2021 | Cortina d’Ampezzo  | Gigant      | 2:30,66    | +0,73  | Lara Gut-Behrami  |
| DNS2    | 6 lutego  | 2023 | Courchevel/Méribel | Kombinacja  | 1:57,47    | -      | Federica Brignone |
| 7.      | 8 lutego  | 2023 | Courchevel/Méribel | Supergigant | 1:28,06    | +0,54  | Marta Bassino     |
| 15.     | 17 lutego | 2023 | Courchevel/Méribel | Gigant      | 2:07,13    | +2,18  | Mikaela Shiffrin  |
| 11.     | 6 lutego  | 2025 | Saalbach           | Supergigant | 1:20,47    | +1,13  | Stephanie Venier  |
| 2.      | 13 lutego | 2025 | Saalbach           | Gigant      | 2:22,71    | +0,90  | Federica Brignone |

### Mistrzostwa świata juniorów
| Miejsce | Dzień       | Rok  | Miejscowość  | Konkurencja | Czas biegu | Strata | Zwyciężczyni     |
| ------- | ----------- | ---- | ------------ | ----------- | ---------- | ------ | ---------------- |
| DNF2    | 30 stycznia | 2018 | Davos        | Gigant      | 1:39,66    | –      | Julia Scheib     |
| DNF1    | 31 stycznia | 2018 | Davos        | Slalom      | 1:46,51    | –      | Meta Hrovat      |
| 1.      | 19 lutego   | 2019 | Val di Fassa | Gigant      | 1:54,99    | –      | –                |
| 15.     | 24 lutego   | 2019 | Val di Fassa | Supergigant | 1:14,54    | +1,81  | Hannah Sæthereng |
| DNF2    | 24 lutego   | 2019 | Val di Fassa | Kombinacja  | 2:03,77    | –      | Nicole Good      |

### Puchar Świata

#### Miejsca w klasyfikacji generalnej
| Sezon     | Miejsce |
| --------- | ------- |
| 2017/2018 | –       |
| 2018/2019 | 62.     |
| 2019/2020 | 19.     |
| 2020/2021 | 19.     |
| 2021/2022 | 44.     |
| 2022/2023 | 31.     |
| 2023/2024 | 12.     |
| 2024/2025 | 7.      |

#### Miejsca na podium w zawodach
| Nr  | Dzień           | Rok  | Miejscowość   | Konkurencja | Czas jazdy | Miejsce | Strata | Zwyciężczyni      |
| --- | --------------- | ---- | ------------- | ----------- | ---------- | ------- | ------ | ----------------- |
| 1.  | 17 marca        | 2019 | Soldeu        | Gigant      | 2:23,47    | 2.      | +0,30  | Mikaela Shiffrin  |
| 2.  | 26 października | 2019 | Sölden        | Gigant      | 2:17,36    | 1.      | -      | -                 |
| 3.  | 15 lutego       | 2020 | Kranjska Gora | Gigant      | 1:54,32    | 1.      | -      | -                 |
| 4.  | 7 marca         | 2021 | Jasná         | Slalom      | 2:16,66    | 2.      | +0,16  | Petra Vlhová      |
| 5.  | 21 marca        | 2021 | Lenzerheide   | Gigant      | 2:19,48    | 1.      | -      | -                 |
| 6.  | 25 listopada    | 2023 | Killington    | Gigant      | 1:53,05    | 2.      | +0,62  | Lara Gut-Behrami  |
| 7.  | 20 stycznia     | 2024 | Jasná         | Gigant      | 2:17,80    | 3.      | +2,71  | Sara Hector       |
| 8.  | 30 stycznia     | 2024 | Kronplatz     | Gigant      | 2:00,64    | 2.      | +1,09  | Lara Gut-Behrami  |
| 9.  | 10 lutego       | 2024 | Soldeu        | Gigant      | 1:59,27    | 2.      | +0,01  | Lara Gut-Behrami  |
| 10. | 17 marca        | 2024 | Saalbach      | Gigant      | 2:20,05    | 2.      | +1,36  | Federica Brignone |
| 11. | 26 października | 2024 | Sölden        | Gigant      | 2:16,05    | 2.      | +0,17  | Federica Brignone |
| 12. | 28 grudnia      | 2024 | Semmering     | Gigant      | 2:03,14    | 3.      | +0,90  | Federica Brignone |
| 13. | 4 stycznia      | 2025 | Kranjska Gora | Gigant      | 1:54,86    | 3.      | +1,52  | Sara Hector       |
| 14. | 21 stycznia     | 2025 | Kronplatz     | Gigant      | 1:55,28    | 1.      | -      | -                 |
| 15. | 21 lutego       | 2025 | Sestriere     | Gigant      | 2:12,69    | 2.      | +0,40  | Federica Brignone |
| 16. | 22 lutego       | 2025 | Sestriere     | Gigant      | 2:08,81    | 3.      | +0,79  | Federica Brignone |
| 17. | 8 marca         | 2025 | Åre           | Gigant      | 1:52,67    | 2.      | +1,36  | Federica Brignone |